# Alejandro I de Rusia
Alejandro I de Rusia (en ruso: Александр I Павлович, Aleksandr I Pávlovich; San Petersburgo, 23 de diciembre de 1777-Taganrog, 1 de diciembre de 1825) fue emperador del Imperio ruso desde el 23 de marzo de 1801, rey del Zarato de Polonia desde 1815 y el primer gran duque de Finlandia.

## Biografía
Alejandro era hijo del gran duque Pablo Petróvich Románov, luego zar Pablo I, y de su esposa la princesa alemana María Fiódorovna, hija del duque de Wurtemberg, era además nieto de Catalina la Grande. Creció en la atmósfera de libre pensamiento de la corte de su abuela, fue instruido en los principios de Jean-Jacques Rousseau por su tutor suizo, Frédéric-César de La Harpe. De su gobernador militar, Nikolái Saltykov, aprendió las tradiciones de la autocracia rusa, mientras que su padre le inspiró su propia pasión por los desfiles militares y le enseñó a combinar un teórico amor por la humanidad con un desprecio práctico por el hombre. Y estas tendencias contradictorias permanecieron en su carácter a lo largo de su vida: se revelaron en las fluctuaciones de su política e influyeron a través de él en el destino del mundo.
Ese pensamiento ilustrado le permitió entablar amistad con Napoleón Bonaparte, aunque por un período muy breve; sin embargo, la presión de la nobleza y de sus familiares le hizo romper esta alianza y Alejandro I se convirtió nuevamente en enemigo de Francia.
Murió en 1825 debido al tifus.

## Reinado
El 23 de marzo de 1801, Alejandro llegaba al trono tras el asesinato de su padre. Los conspiradores lo habían introducido en su círculo, convenciéndolo de que no iban a matar al zar Pablo I, sino a forzarlo a abdicar para que Alejandro tomara el poder. Pero tras el asesinato, Alejandro sintió un gran remordimiento y culpabilidad por haberse convertido en emperador de esa manera, mediante un crimen. Esto explicaría su inclinación progresiva hacia la Iglesia ortodoxa después de las guerras napoleónicas y sus políticas conservadoras desde entonces hasta su fallecimiento.
Desde el primer momento mostró su intención de desarrollar un papel importante en la escena mundial, y puso todo el ardor de la juventud en la tarea de hacer realidad sus ideales políticos. Al mismo tiempo que retenía a algunos de los viejos ministros que habían servido al derrocado emperador Pablo I, uno de los primeros actos de su reinado fue el nombramiento del Comité Privado, también llamado irónicamente el «Comité du salut publique» (a la manera del Comité de Salvación Pública francés). El Comité estuvo formado por los jóvenes y entusiastas amigos del zar (Víktor Kochubéi, Nikolái Novosíltsov, Pável Stróganov y Adam Jerzy Czartoryski), con el propósito de dar forma a un ansiado programa de reformas internas. Más importante aún, el liberal Mijaíl Speranski se convirtió en uno de los más cercanos consejeros del Zar, casi un valido, trazando muchos planes de reforma hasta su caída en desgracia en 1811.
Sus intenciones, inspiradas en la admiración por las instituciones inglesas, sobrepasaban las posibilidades de la época, e incluso tras haberlas elevado a nivel ministerial, pocas de estas reformas llegaron a hacerse realidad. Rusia no estaba madura para la libertad, y Alejandro, discípulo del revolucionario La Harpe, era, como él mismo decía, un feliz accidente en el trono de los zares. Lo cierto es que se quejaba amargamente del «estado de barbarismo en el que había quedado el país debido al tráfico de hombres».

Tres mil campesinos habían sido vendidos como si de una bolsa de diamantes se tratara. Si nuestra civilización estuviera más avanzada, aboliría la esclavitud aunque me costara la cabeza.

Alejandro se quejaba de que la corrupción generalizada lo había dejado sin hombres, y al cubrir los puestos administrativos gubernamentales con alemanes y otros extranjeros acentuaba la resistencia de los viejos rusos a estas reformas. Este reinado, que había comenzado con grandes promesas de mejoras, terminó apretando aún más, si cabe, las cadenas que oprimían al pueblo de Rusia, más consecuencia de los defectos del Zar que de la corrupción y el atraso del modo de vida ruso. Su amor por la libertad se demostró irreal, a pesar de parecer sincero. Su vanidad aumentaba al presentarse ante el mundo como el benefactor de su pueblo, pero a su liberalismo teórico se unía un carácter autócrata, sin que esto le representara ninguna contradicción.

¡Siempre quieres instruirme!» –exclamaba ante Gavrila Derzhavin, su ministro de Justicia– «¡Pero yo soy un emperador autócrata y lo seré, y nada más!». El Príncipe Czartoryski escribió: «Podría haber acordado graciosamente que cada cual pudiera ser libre, si cada uno escogiera libremente serlo.»

Sin embargo, su temperamento, unido a la falta de firmeza en sus propósitos, le hizo posponer y al cabo abandonar aquellas medidas cuyos principios había apoyado públicamente en la persona de Speranski y que, sin embargo, influyeron poderosamente en la historia del constitucionalismo ruso de los siglos XIX y XX, al menos en la misma Rusia, porque permitió a los territorios de Finlandia y de Polonia avances políticos que no quiso conceder a Rusia. 

### Legislación
La codificación de las leyes iniciada en 1801 no terminó de llevarse a cabo durante su reinado. Nada se hizo para remediar la situación del campesinado ruso. La Constitución esbozada por Mijaíl Speranski y aprobada por el emperador quedó sin firma. Alejandro, de hecho, poseyó en gran medida todas las características tiránicas, como la desconfianza en la capacidad de su pueblo para tener una opinión independiente. Le faltó también el primer requisito para ser un soberano reformista: la confianza en sus súbditos; y fue esto lo que vició las reformas que se llevaron a cabo. Solo las experimentó en las provincias periféricas de su imperio, y los rusos hicieron notar con murmuraciones poco discretas que, no contento con gobernar mediante extranjeros, ahora concedía a Polonia, Finlandia y las provincias bálticas los beneficios que a ellos se les negaban.

### Un conato fracasado de reforma

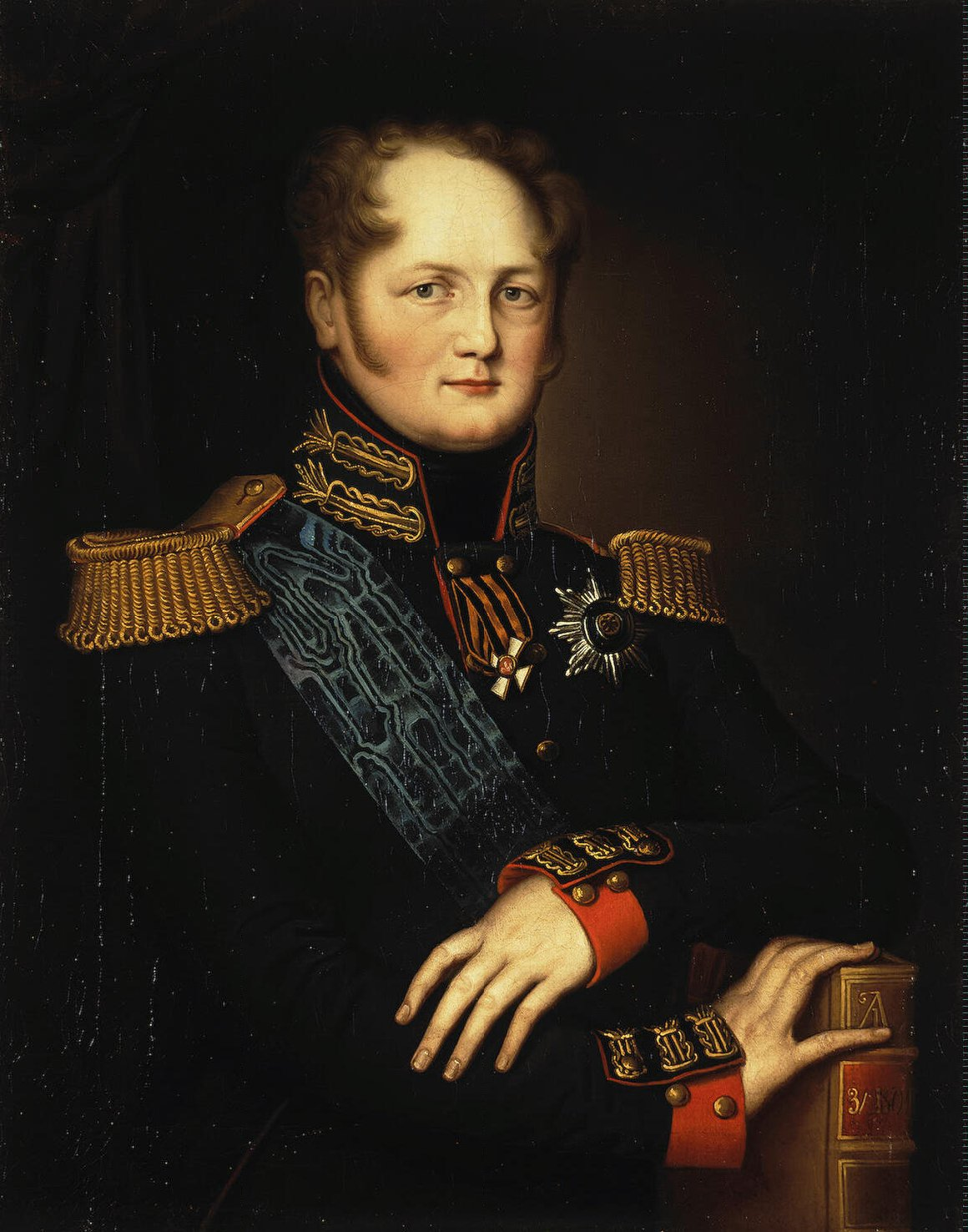
Alejandro I

También en Rusia, cómo no, se llevaron a cabo ciertas reformas, aunque no pudieron sobrevivir a las sospechosas interferencias del autócrata y sus funcionarios. El recientemente creado Consejo de ministros y el Consejo de Estado, bajo el gobierno de un Senado, dotados por primera vez con ciertos poderes teóricos, se convirtieron finalmente en simples instrumentos esclavos del zar y sus favoritos del momento. 
El elaborado sistema educativo, cuya culminación fue la reconstrucción o la fundación de las universidades de Dorpat, Vilna, Kazán y Járkov, fue estrangulado en aras del «Orden» y de la «Piedad Ortodoxa». Y, aunque había creado el Consejo del Imperio y mandado crear un proyecto de Carta constitucional y había dicho a los nobles de Livonia: "Los principios liberales son los únicos que pueden dar la felicidad a los pueblos...", se limitó a medidas incompletas; se alejó de sus amigos del "Comité de Salud Pública"; el liberal Speranski cayó en desgracia; mandó archivar la memoria del futuro embajador Pável Kiseliov sobre la "supresión progresiva de la servidumbre en Rusia"; entierra el "Proyecto de constitución para el Imperio Ruso" elaborado por la comisión que presidía el conde Nikolái Novosíltsov. Los disturbios que estallan en numerosos países, la revolución de España, el asesinato de su agente August von Kotzebue ponen fin a su liberalismo. Olvidando su frase dirigida a la nobleza báltica, prohibió en 1822 las logias masónicas y las sociedades secretas. La prensa y los escritores, las seis universidades y toda la enseñanza queda sometida a una severa vigilancia. Se prohíbe a los estudiantes leer el Nuevo Testamento aunque el mismo zar procuró que se imprimiera en ruso. Muchos libros son quemados y son proscritos, entre otros, La política de Aristóteles, las obras de Byron, la Historia de la Revolución de Thiers, las Meditaciones de Lamartine. La vigilancia se hace tan severa que no quedan más que cuarenta oyentes en la Universidad de San Petersburgo y cincuenta en la de Kazán. La censura es feroz; se purgan los libros de texto de impiedades y teorías racionalistas y "todo cuanto vaya en detrimento de la naturaleza espiritual del hombre, la libertad interior y la providencia de Dios". El zar concede libertad a los siervos de las provincias bálticas, pero no hace nada por mejorar la suerte de los esclavos de Rusia propiamente dicha; incluso censura a 75 nobles del gobierno de San Petersburgo que han emancipado a sus siervos. Es el triunfo del oscurantismo. Speranski dirá de 
él: "Es demasiado débil para gobernar y demasiado fuerte para que lo gobiernen". Le falta método y estabilidad; se contenta con medidas incompletas, retoma lo que ha dado y deshace lo que ha hecho. Más desconfiado, inseguro y reservado que el propio Luis XV, juega al escondite con sus consejeros y recibe ocultamente a algunos ministros.
Mientras, las colonias militares que Alejandro había proclamado como una bendición para los soldados y para el Estado, eran forzadamente constituidas por poco dispuestos campesinos y militares crueles y desalmados. Incluso la Sociedad de la Biblia, a través de la cual el Emperador en su celo evangélico se había propuesto bendecir a su pueblo, fue conducida bajo las mismas líneas despiadadas de actuación. El arzobispo de la Iglesia católica y los ortodoxos fueron forzados a servir en estos comités junto a pastores protestantes y predicadores de las aldeas, intentando hacer respetar los textos de los documentos tradicionales de la Iglesia, y haciendo recordar que cualquier intento de transgresión de los mismos era un pecado mortal. Pronto, los comités se convirtieron en los instrumentos indeseados de lo que ellos mismos llamaron «el trabajo del Demonio».
A pesar de sus convicciones profundas, no pudo abolir la servidumbre en Rusia, ante el temor del descontento que ello podría provocar en la nobleza terrateniente. La servidumbre constituía un gran problema desde mucho tiempo atrás, y los ilustrados rusos la consideraban el principal obstáculo para que Rusia se incorporara a la Revolución Industrial que se estaba llevando a cabo en el Occidente. El padre de la literatura rusa, el poeta del romanticismo Aleksandr Pushkin, tuvo que marchar al exilio porque a Alejandro I no le gustó su Oda a la libertad.
Caído el liberal Speranski, lo sustituyó en la privanza el duro y reaccionario general Alekséi Arakchéyev, (1769-1834), casi como un regente con plenos poderes; de hecho, dirigió el Imperio desde 1815 hasta 1825. De su apellido surgió el vocablo arakchéievschina, que significa: “Política de la extrema reacción, despotismo policial”.

### Política europea. La lucha contra Napoleón
Las grandes cuestiones de la política europea atraían mucho más a Alejandro que los intentos de reformas internas que, en el fondo, herían su orgullo al demostrarle los estrechos límites de su poder absoluto. Ya al día siguiente de su ascenso al trono, había revertido la política de Pablo, denunciando a la «Liga de Neutrales», e hizo la paz con el Reino Unido (abril de 1801), al mismo tiempo que abría negociaciones con Francisco I. Entabló en Memel una estrecha alianza con Prusia, aunque no por motivos políticos, como se jactaba en decir, sino por su espíritu de auténtica caballerosidad y por la amistad que lo unía con Federico Guillermo III y su bella esposa Luisa de Meckenburg-Stretlitz. El desarrollo de esta alianza fue interrumpido por la breve paz con Francia de octubre de 1801, y durante un tiempo pareció que Rusia y Francia podrían llegar a un entendimiento. Llevado por el entusiasmo de La Harpe, que había vuelto a Rusia desde París, Alejandro empezó a proclamar abiertamente su admiración por las instituciones francesas y por la persona de Napoleón Bonaparte. Sin embargo, pronto se produciría un cambio. La Harpe, tras una nueva visita a París, presentó al zar sus reflexiones sobre la verdadera naturaleza del consulado vitalicio, del cual decía Alejandro que le levantó la venda de sus ojos y le reveló a un Bonaparte que no era un verdadero patriota, sino solo «el más famoso tirano que el mundo había producido». Su desilusión fue ya completa tras el fusilamiento, auspiciado por Napoleón, del duque de Enghien en 1804, una de las últimas esperanzas del Antiguo Régimen en Francia. La corte rusa se puso de luto por el último de los Príncipes de Condé y se cortaron las relaciones diplomáticas con París.

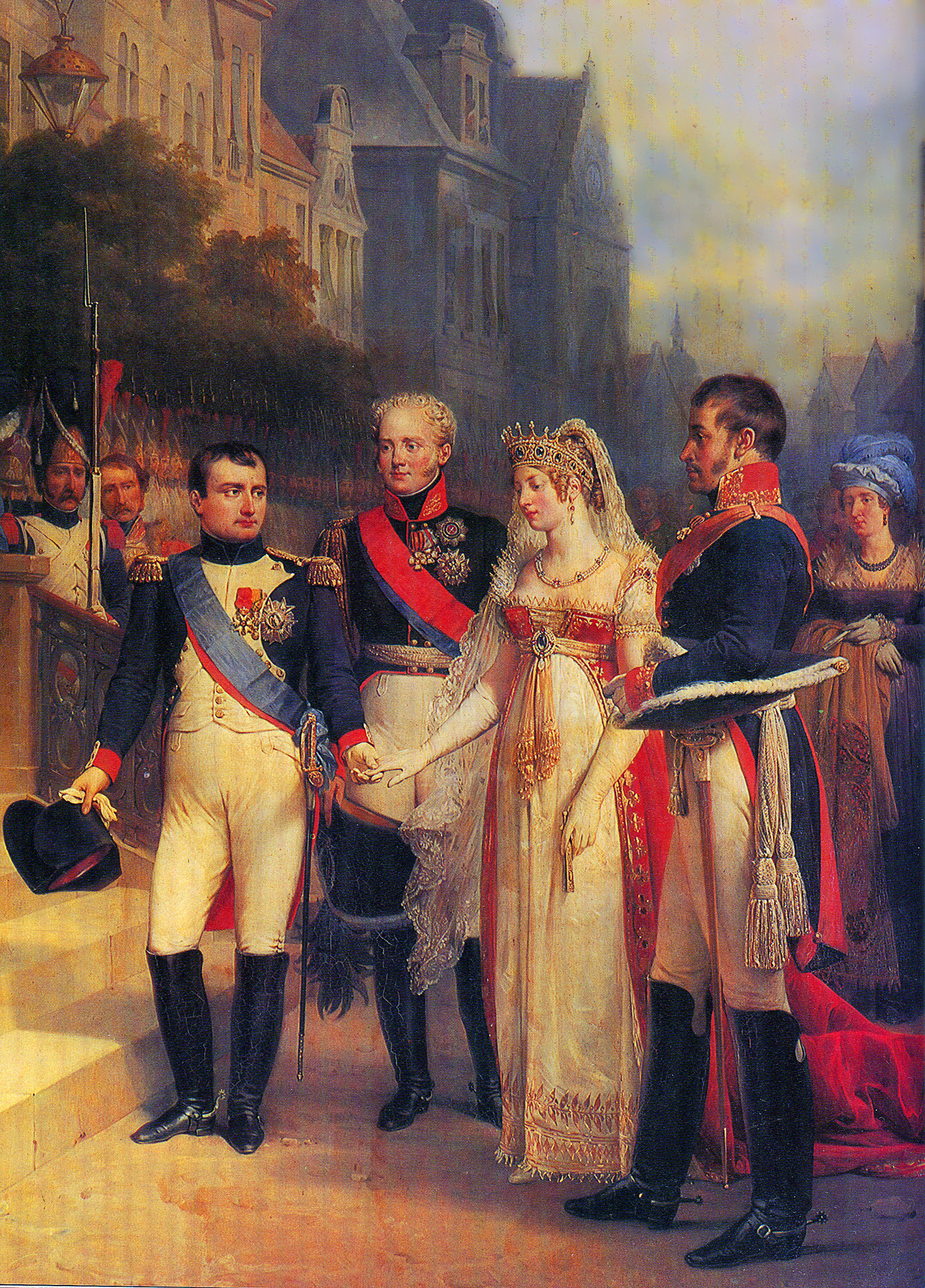
Napoleón, Alejandro I, la reina Luisa de Mecklenburg-Strelitz, embarazada, y su marido Federico Guillermo III de Prusia en Tilsit, 1807

Tras la batalla de Austerlitz (2 de diciembre de 1805) en que la Tercera Coalición formada por austriacos y rusos fue derrotada por Bonaparte, y una paz insegura, declaró la guerra a Francia entre el 16 y el 28 de noviembre de 1806 aunque Rusia se hallaba desde hacía tiempo en dos conflictos con Persia y con Turquía. Se suceden la indecisa batalla de Pultusk, la terrible derrota de Eylau (8 de febrero de 1807), saldada con 26 000 rusos muertos o heridos y la derrota en Friedland del ejército ruso, comandado por el alemán Bennigsen, en la que se pierden unos 16.500 hombres, incluidos 25 generales. 
Al fin acuerdan Napoleón y Alejandro I un armisticio, la llamada Paz de Tilsit, que fue negociada entre los dos emperadores directamente, dejando solo a los secretarios y diplomáticos los asuntos menores; la gran víctima fue el rey de Prusia. Napoleón fue condecorado por Alejandro con la Orden de San Andrés y Alejandro recibió de él la Legión de Honor. El 8 de julio de 1807, terminan los trámites y se da fin a la Cuarta Coalición, pues Napoleón andaba buscando mantener la paz en Europa asegurando una alianza con Austria o con Rusia.
Sin embargo, el posterior Bloqueo Continental de los puertos a los navíos ingleses decretado por Napoleón estaba asfixiando el comercio ruso de importaciones y exportaciones, y Alejandro se atrevió a romperlo y a preparar la invasión del Gran Ducado de Varsovia. Tras el ultimátum presentado a Aleksandr Chernyshov en 1812, Alejandro se alió a los suecos, y la Grande Armée o Gran Ejército napoleónico, de más de 400.000 hombres según Henry Vallotton, entre franceses, alemanes del Norte, prusianos, austriacos, italianos, daneses, polacos y suizos, cruzó el fronterizo río Niemen. A ellos se opondrán otros 400.000 al mando de los generales Mijaíl Barclay de Tolly, Piotr Bagratión y Aleksandr Tormásov. 
Alejandro firma apresuradamente la paz con Turquía en Bucarest (28 de mayo de 1812), aunque no hace lo mismo con Persia. Tras las primeras escaramuzas (Dviná, Dniéper, Mahiliou, Drissa, Pólatsk, Ostrovno (Vítebsk), Smolensk) Alejandro nombra generalísimo, a propuesta de una comisión extraordinaria, al tuerto general Mijaíl Kutúzov, ya con sesenta y ocho años de edad. El 6 de septiembre de 1812, tiene lugar la sangrienta batalla de Borodinó entre 127.000 franceses y 580 piezas de artillería y 120.000 rusos, también con una artillería considerable. El resultado tras doce horas de horror: una pírrica victoria francesa. Napoleón perdió a 47 generales y 37 coroneles muertos o heridos, pero lo peor fue cómo se dispersaron los restantes soldados rusos, por lo que Napoleón apenas pudo hacer prisioneros; es más, no encontraba suministros porque Mijaíl Kutúzov practicó la más difícil de las operaciones militares: una buena retirada, empleando la táctica de tierra quemada: se queman aldeas y almacenes de forraje y alimentos, se derriban puentes, se arrancan los postes y rótulos de orientación: los franceses no poseen mapas detallados de la enorme Rusia.

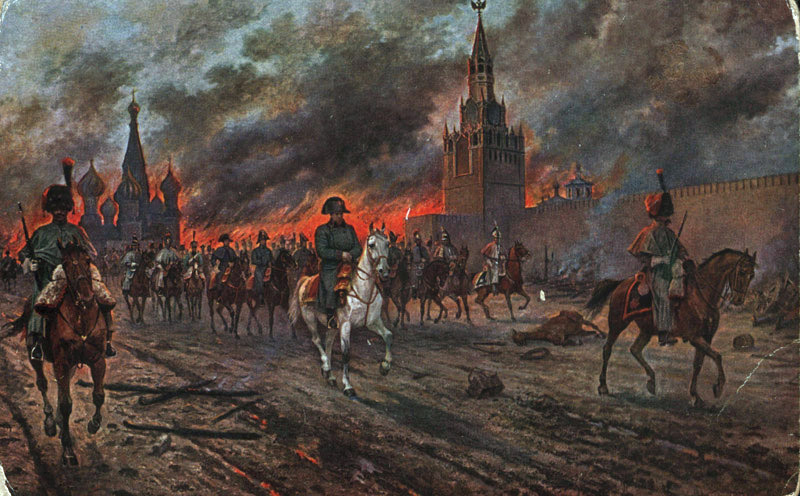
Napoleón avanzando con sus tropas a través de una Moscú en llamas.

Se da orden de evacuar Moscú, que de 200.000 moradores pasa a tener 10.000, y se quema todo cuanto pueda aprovechar el enemigo. Murat, Mortier, Caulaincourt, Berthier, Beauharnais, Davout, Lauriston y Gorgaud entran en la ciudad el 14 de septiembre de 1812, mientras Napoleón permanece afónico y con gripe en Mozhaisk, y ya recuperado entra en Moscú el 14 de septiembre. Las paredes están cubiertas de pintadas amenazantes en francés; Napoleón pregunta por los boyardos, pero todos se han marchado: no hay afrancesados entre los rusos. Algunos días después un pavoroso incendio arrasó la ciudad, construida sobre todo de casas de madera, y Napoleón abandonó el Kremlin, adonde volvió el 18 de septiembre. Los franceses detuvieron a 23 incendiarios rusos, quienes contaron que era idea del director general de policía, Ivachin, antes de ser fusilados y colgados de las farolas. Por otra parte, dos franceses que violaron a una rusa de catorce años fueron condenados a muerte y ejecutados. Algunos piensan que el incendio fue en realidad obra del noble Fiódor Rostopchín, quien empezó por quemar su propio palacio. El 12 de agosto, Wellington entraba en Madrid y Soult se vio obligado a levantar el sitio de Cádiz. Se agotaban los escasos suministros, se acercaba el invierno.
Así que Napoleón ordenó quemar por segunda vez lo que quedaba de Moscú y el ejército francés lo abandonó el 18 de octubre de 1812. Alejandro exclama: "Napoleón o yo. Él o yo. No podemos reinar los dos al mismo tiempo. He aprendido a conocerlo; no me engañará más". Y escribe a Jean-Baptiste Bernadotte el 1 de octubre: "Después de esta herida, todas las demás no son sino arañazos. Yo y la nación a cuya cabeza tengo el honor de encontrarme, estamos decididos a perseverar y a enterrarnos en las ruinas del Imperio antes que a transigir con el Atila moderno". El 18 de octubre, Kutúzov derrotó a la vanguardia de Murat, y hostiga la retirada con ataques continuos de guerrilleros, evitando los encuentros frontales. Rezagados y forrajeadores son sistemáticamente asesinados. Hasta el propio Napoleón estuvo a punto de perecer en Maloyaroslavets a manos de los cosacos cuando se adelantó imprudentemente; aquella misma noche, en un momento de desánimo insólito en él, dijo a Caulaincourt: "Siempre derroto a los rusos, pero no me sirve de nada...".

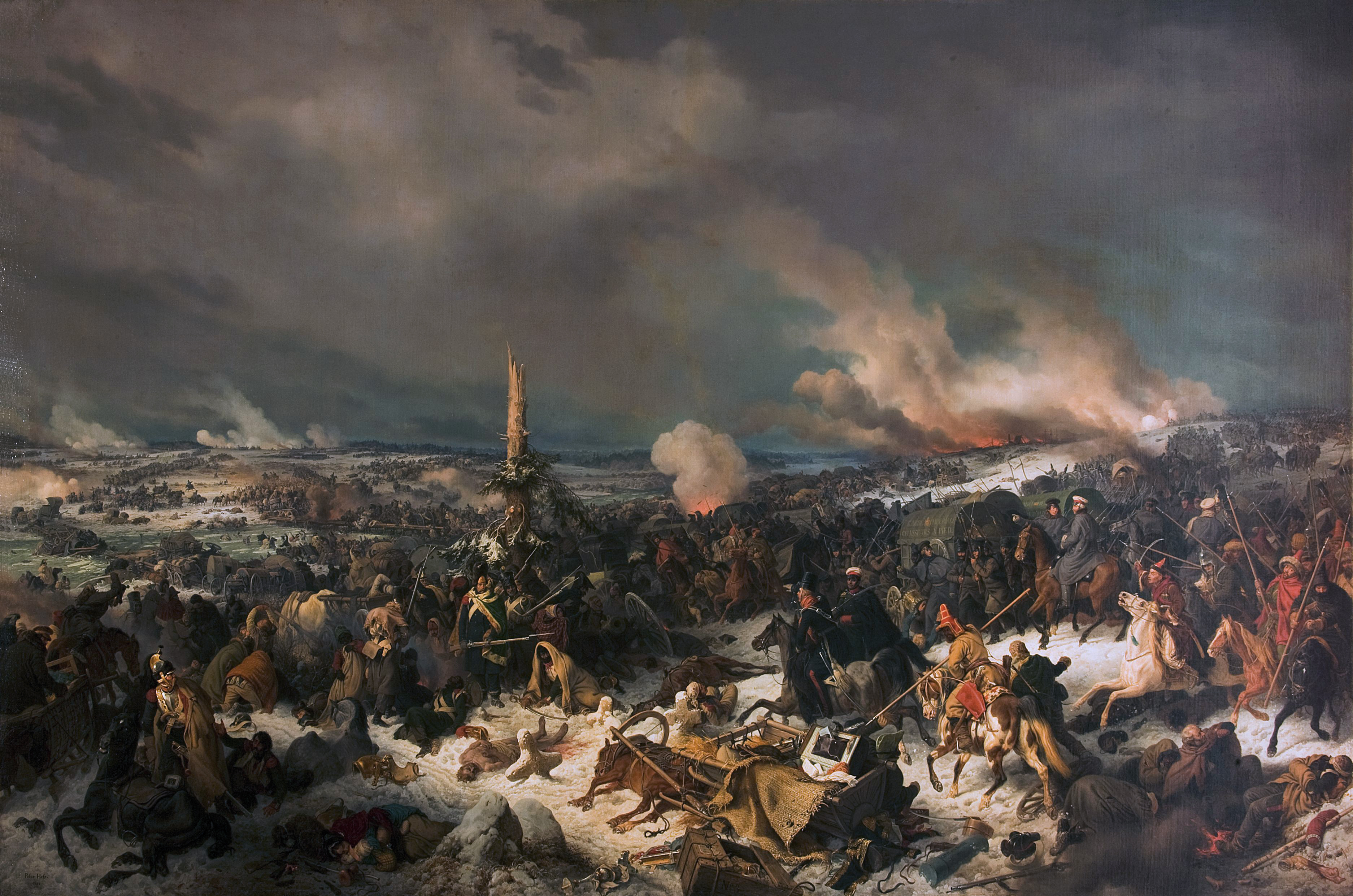
El paso del río Berézina con lo que quedaba de la Grande Armée en noviembre de 1812, cuadro de Peter von Hess

La menguante Grande Armée se dirige a trancas y barrancas a Smolensk con grandes pérdidas; el 6 de noviembre, se adelanta el invierno quince días y cae una impresionante nevada por toda Rusia. Faltan el forraje y los suministros, hay racionamiento, hambre, frío, fatiga acumulada. Los caballos, con herraduras malas para este tipo de caminos, se rompen las patas; por el contrario, la caballería cosaca no cesa de atacar. Al llegar a Vilna, el ejército francés ya solo dispone de 36.000 hombres; a muchos de los heridos había habido que abandonarlos, y en Vilna entierran a los muertos usando como fosas comunes las trincheras que habían excavado en la ida; las columnas se fragmentan y dispersan en grupos que son fácilmente atacados; en el heterogéneo ejército francés aumentan las peleas y la deserción y muchos tiran los cartuchos y las armas. Tras arribar a Smolensk, Napoleón manda sus pontoneros para preparar el paso del río Berézina por el puente que había en Borísov, pero estaba ocupado por Kutúzov; los pontoneros construyen dos puentes a la altura del pueblo Studzionka. La infantería pasa por uno y por el otro la artillería pesada y los carros; el puente no aguanta y se hunde; pero los gastadores lo reparan bajo las balas rusas.
Alejandro encabezó la Sexta Coalición que unía a los adversarios de Francia, que sucumbe finalmente. Las tropas rusas entraron en 1814 en París y Alejandro I se hizo notar por su amabilidad en sus salones. Visitó a la ex emperatriz Joséphine en el perfumado Castillo de Malmaison, y se encontró con el hijo adoptivo de Napoleón, Eugène de Beauharnais, con su hermana Hortense y sus dos hijos, entre ellos el futuro Napoleón III. Aunque desprecia a los Borbones, promueve el ascenso al trono del rey Luis XVIII. Y se opone a los requisitos prusianos, que reclaman territorios franceses como Alsacia o Flandes, evitando que Francia se divida.
En septiembre de 1815, se halla en el origen de la Santa Alianza firmada entre Rusia, Prusia y Austria, destinada a restaurar en Europa el Ancien Régime o Antiguo Régimen, seriamente dañado en toda Europa por la ideología revolucionaria liberal. Este pacto durará hasta su muerte en 1825.
En efecto, después del Congreso de Viena (del 18 de septiembre de 1814 al 9 de junio de 1815), que reordenaba el escenario europeo tras el periodo napoleónico, en el cual Alejandro obtuvo el antiguo Ducado de Varsovia, patrocinó la creación de la Santa Alianza en septiembre de 1815 uniéndose con Austria y Prusia en un pacto de mutua defensa del régimen monárquico y antiliberal.

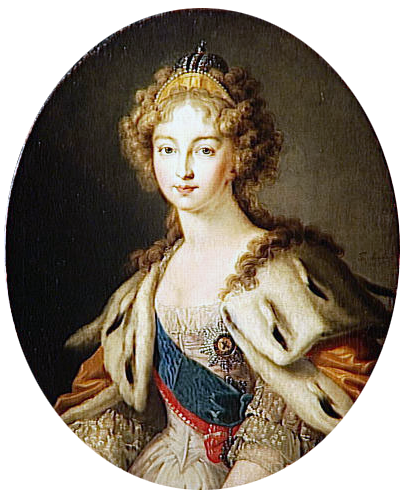
Elizaveta Alekséievna, esposa del zar Alejandro I.

## Matrimonio
En 1793 Alejandro contrajo matrimonio con Luisa de Baden (bautizada como Elizaveta Alekséyevna), con la que solamente tuvo dos hijas, que murieron a corta edad.

## Descendencia

Monograma del zar Alejandro I de Rusia

De su esposa la zarina Isabel Alekséievna (Elizaveta Alekséievna) tuvo dos hijas que no llegaron a la edad adulta:
- 1. María Aleksándrovna, gran duquesa de Rusia (1799-1800).
- 2. Elizaveta Aleksándrovna, gran duquesa de Rusia (1806-1808).

Además tuvo nueve hijos bastardos con varias amantes:
Con Sofía Vsevólzhskaya (1775-1848):
- Nikolái Lúkash (11 de diciembre de 1796-20 de enero de 1868).

Con María Narýshkina (1779-1854):
- Zinaída Narýshkina (1806-18 de mayo de 1810).
- Sophía Narýshkina (1808-18 de junio de 1824).
- Emanuel Naryshkin (30 de julio de 1813-31 de diciembre de 1901).

Con Margarita-Josefina Weimer (Marguerite Georges) (1787-1867):
- María Aleksándrovna Parízhskaya (1814-1874).
- Guillermina Alejandrina Aleksándrova (1816-1863).

Con Verónica Dzierzanowska:
- Gustavo Ehrenberg (1818-1895)

Con la princesa Varvara Turkestánova (Туркестанова, Варвара Ильинична) (1775-1819):
- María Turkestánova (1819-1843)

Con María Ivánovna Katachárova (1796-1824):
- Nikolái Vasílievich Isákov (1821-1891)

## Perfil de su personalidad
Autócrata y jacobino, místico y mundano al mismo tiempo, aparecía ante sus contemporáneos como un acertijo que cada uno interpretaba de acuerdo con su propio temperamento. Napoleón dijo de él que era un «bizantino desconfiado». Para Metternich era un loco (y estudios modernos se inclinan a considerarlo enfermo de esquizofrenia). Y Robert Stewart, vizconde de Castlereagh, escribiendo sobre él a lord Liverpool, daba crédito a sus «grandes cualidades», pero añadía que era «receloso e indeciso».
Al oponerse a Napoleón, «el opresor de Europa y el turbador de la paz mundial», Alejandro tenía la fantasía de ser instrumento de una misión divina. En sus instrucciones a Nicolás Novosiltsov, su enviado especial a Londres, el zar exponía las elaboradas motivaciones de su política en un lenguaje que desconcertaba el sentido común del primer ministro, Pitt, igual que haría posteriormente en el tratado de la Santa Alianza con el ministro de asuntos exteriores, Castlereagh. Aún hoy, el documento es de gran interés, ya que en él encontramos por primera vez formulado, en un despacho oficial, estos exaltados ideales de su política internacional, que jugaron un papel importante en los asuntos mundiales al cerrarse la época revolucionaria. Fue publicado a finales del siglo XIX en la recopilación de Nicolás II y la conferencia de La Haya. El motivo de la guerra, argumentaba Alejandro, no fue solo la liberación de Francia, sino «el triunfo universal de los sagrados derechos de la humanidad».

## Misterio sobre su muerte

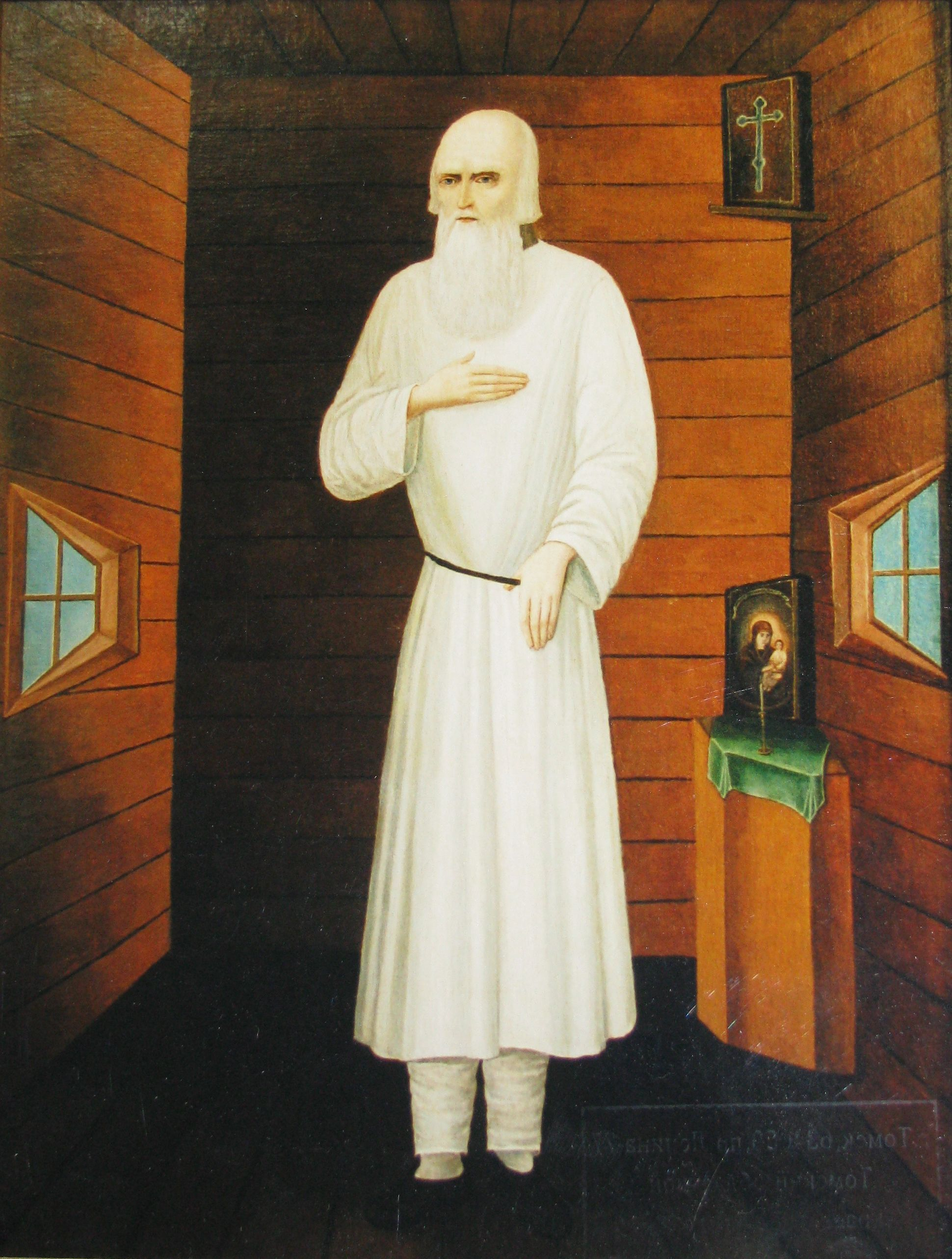
San Fiódor Kuzmich

Alejandro falleció oficialmente el 1 de diciembre de 1825 en Taganrog; su tumba se halla en San Petersburgo. La muerte del zar siempre estuvo cubierta de sospechas. Presuntamente murió durante un viaje a Crimea, y circuló la leyenda de que había fingido la muerte para retirarse a hacer vida de ermitaño (bajo el nombre de Fiódor Kuzmich). Su tumba, abierta en 1926, fue encontrada vacía.

Escudo de Alejandro I como caballero de la rama española del Toisón de Oro.

## Títulos, honores y nombramientos

### Condecoraciones rusas
- Gran Maestre de la Orden de San Andrés ( Imperio ruso).
- Gran Maestre de la Orden de San Jorge ( Imperio ruso).
- Gran Maestre de la Orden del Águila Blanca ( Imperio ruso).
- Gran Maestre de la Orden de San Alejandro Nevski ( Imperio ruso).
- Gran Maestre de la Orden de Santa Ana ( Imperio ruso).
- Gran Maestre de la Orden de San Estanislao ( Imperio ruso).
- Gran Maestre de la Orden de San Vladimiro ( Imperio ruso).

### Condecoraciones extranjeras
- Caballero gran cruz de la Sagrada Orden Militar Constantiniana de San Jorge ( Reino de las Dos Sicilias).
- Caballero gran cruz de la Real Orden de San Fernando y del Mérito ( Reino de las Dos Sicilias).

## Ancestros
| \| \| \| \| \| \| \| \| \| \| \| \| \| \| \| \| \| \| \| \| 16. Federico IV de Holstein-Gottorp \| \| \| \| \| \| \| \| \| \| \| \| \| \| \| \| \| \| \| \| \| \| \| \| \| \| \| \| \| \| \| \| \| \| \| \| \| \| \| \| \| \| \| \| \| \| \| \| \| \| \| \| \| \| 8. Carlos Federico de Holstein-Gottorp \| \| \| \| \| \| \| \| \| \| \| \| \| \| \| \| \| \| \| \| \| \| \| \| \| \| \| \| \| \| \| \| \| \| \| \| \| \| \| \| \| \| \| \| \| \| \| \| \| \| \| \| \| \| 17. Eduviges Sofía de Suecia \| \| \| \| \| \| \| \| \| \| \| \| \| \| \| \| \| \| \| \| \| \| \| \| \| \| \| \| \| \| \| \| \| \| \| \| \| \| \| \| \| \| \| \| \| \| \| \| \| \| \| \| \| \| 4. Pedro III de Rusia \| \| \| \| \| \| \| \| \| \| \| \| \| \| \| \| \| \| \| \| \| \| \| \| \| \| \| \| \| \| \| \| \| \| \| \| \| \| \| \| \| \| \| \| \| \| \| \| \| \| \| \| \| \| 18. Pedro I de Rusia \| \| \| \| \| \| \| \| \| \| \| \| \| \| \| \| \| \| \| \| \| \| \| \| \| \| \| \| \| \| \| \| \| \| \| \| \| \| \| \| \| \| \| \| \| \| \| \| \| \| \| \| \| \| 9. Ana Petrovna Románova \| \| \| \| \| \| \| \| \| \| \| \| \| \| \| \| \| \| \| \| \| \| \| \| \| \| \| \| \| \| \| \| \| \| \| \| \| \| \| \| \| \| \| \| \| \| \| \| \| \| \| \| \| \| 19. Catalina I de Rusia \| \| \| \| \| \| \| \| \| \| \| \| \| \| \| \| \| \| \| \| \| \| \| \| \| \| \| \| \| \| \| \| \| \| \| \| \| \| \| \| \| \| \| \| \| \| \| \| \| \| \| \| \| \| 2. Pablo I de Rusia \| \| \| \| \| \| \| \| \| \| \| \| \| \| \| \| \| \| \| \| \| \| \| \| \| \| \| \| \| \| \| \| \| \| \| \| \| \| \| \| \| \| \| \| \| \| \| \| \| \| \| \| \| \| 20. Juan Luis I de Anhalt-Zerbst \| \| \| \| \| \| \| \| \| \| \| \| \| \| \| \| \| \| \| \| \| \| \| \| \| \| \| \| \| \| \| \| \| \| \| \| \| \| \| \| \| \| \| \| \| \| \| \| \| \| \| \| \| \| 10. Cristián Augusto de Anhalt-Zerbst \| \| \| \| \| \| \| \| \| \| \| \| \| \| \| \| \| \| \| \| \| \| \| \| \| \| \| \| \| \| \| \| \| \| \| \| \| \| \| \| \| \| \| \| \| \| \| \| \| \| \| \| \| \| 21. Cristina Leonor de Zeutch \| \| \| \| \| \| \| \| \| \| \| \| \| \| \| \| \| \| \| \| \| \| \| \| \| \| \| \| \| \| \| \| \| \| \| \| \| \| \| \| \| \| \| \| \| \| \| \| \| \| \| \| \| \| 5. Catalina II de Rusia \| \| \| \| \| \| \| \| \| \| \| \| \| \| \| \| \| \| \| \| \| \| \| \| \| \| \| \| \| \| \| \| \| \| \| \| \| \| \| \| \| \| \| \| \| \| \| \| \| \| \| \| \| \| 22. Cristián Augusto de Holstein-Gottorp \| \| \| \| \| \| \| \| \| \| \| \| \| \| \| \| \| \| \| \| \| \| \| \| \| \| \| \| \| \| \| \| \| \| \| \| \| \| \| \| \| \| \| \| \| \| \| \| \| \| \| \| \| \| 11. Juana Isabel de Schleswig-Holstein-Gottorp \| \| \| \| \| \| \| \| \| \| \| \| \| \| \| \| \| \| \| \| \| \| \| \| \| \| \| \| \| \| \| \| \| \| \| \| \| \| \| \| \| \| \| \| \| \| \| \| \| \| \| \| \| \| 23. Albertina Federica de Baden-Durlach \| \| \| \| \| \| \| \| \| \| \| \| \| \| \| \| \| \| \| \| \| \| \| \| \| \| \| \| \| \| \| \| \| \| \| \| \| \| \| \| \| \| \| \| \| \| \| \| \| \| \| \| \| \| 1. Alejandro I de Rusia \| \| \| \| \| \| \| \| \| \| \| \| \| \| \| \| \| \| \| \| \| \| \| \| \| \| \| \| \| \| \| \| \| \| \| \| \| \| \| \| \| \| \| \| \| \| \| \| \| \| \| \| \| \| 24. Federico Carlos de Wurtemberg-Winnental \| \| \| \| \| \| \| \| \| \| \| \| \| \| \| \| \| \| \| \| \| \| \| \| \| \| \| \| \| \| \| \| \| \| \| \| \| \| \| \| \| \| \| \| \| \| \| \| \| \| \| \| \| \| 12. Carlos I Alejandro de Wurtemberg \| \| \| \| \| \| \| \| \| \| \| \| \| \| \| \| \| \| \| \| \| \| \| \| \| \| \| \| \| \| \| \| \| \| \| \| \| \| \| \| \| \| \| \| \| \| \| \| \| \| \| \| \| \| 25. Leonor Juliana de Brandeburgo-Ansbach \| \| \| \| \| \| \| \| \| \| \| \| \| \| \| \| \| \| \| \| \| \| \| \| \| \| \| \| \| \| \| \| \| \| \| \| \| \| \| \| \| \| \| \| \| \| \| \| \| \| \| \| \| \| 6. Federico II Eugenio de Wurtemberg \| \| \| \| \| \| \| \| \| \| \| \| \| \| \| \| \| \| \| \| \| \| \| \| \| \| \| \| \| \| \| \| \| \| \| \| \| \| \| \| \| \| \| \| \| \| \| \| \| \| \| \| \| \| 26. Anselmo Francisco de Thurn y Taxis \| \| \| \| \| \| \| \| \| \| \| \| \| \| \| \| \| \| \| \| \| \| \| \| \| \| \| \| \| \| \| \| \| \| \| \| \| \| \| \| \| \| \| \| \| \| \| \| \| \| \| \| \| \| 13. María Augusta de Thurn y Taxis \| \| \| \| \| \| \| \| \| \| \| \| \| \| \| \| \| \| \| \| \| \| \| \| \| \| \| \| \| \| \| \| \| \| \| \| \| \| \| \| \| \| \| \| \| \| \| \| \| \| \| \| \| \| 27. Ana Francisca de Lobkowicz \| \| \| \| \| \| \| \| \| \| \| \| \| \| \| \| \| \| \| \| \| \| \| \| \| \| \| \| \| \| \| \| \| \| \| \| \| \| \| \| \| \| \| \| \| \| \| \| \| \| \| \| \| \| 3. Sofía Dorotea de Wurtemberg \| \| \| \| \| \| \| \| \| \| \| \| \| \| \| \| \| \| \| \| \| \| \| \| \| \| \| \| \| \| \| \| \| \| \| \| \| \| \| \| \| \| \| \| \| \| \| \| \| \| \| \| \| \| 28. Felipe Guillermo de Brandeburgo-Schwedt \| \| \| \| \| \| \| \| \| \| \| \| \| \| \| \| \| \| \| \| \| \| \| \| \| \| \| \| \| \| \| \| \| \| \| \| \| \| \| \| \| \| \| \| \| \| \| \| \| \| \| \| \| \| 14. Federico Guillermo de Brandeburgo-Schwedt \| \| \| \| \| \| \| \| \| \| \| \| \| \| \| \| \| \| \| \| \| \| \| \| \| \| \| \| \| \| \| \| \| \| \| \| \| \| \| \| \| \| \| \| \| \| \| \| \| \| \| \| \| \| 29. Juana Carlota de Anhalt-Dessau \| \| \| \| \| \| \| \| \| \| \| \| \| \| \| \| \| \| \| \| \| \| \| \| \| \| \| \| \| \| \| \| \| \| \| \| \| \| \| \| \| \| \| \| \| \| \| \| \| \| \| \| \| \| 7. Federica de Brandeburgo-Schwedt \| \| \| \| \| \| \| \| \| \| \| \| \| \| \| \| \| \| \| \| \| \| \| \| \| \| \| \| \| \| \| \| \| \| \| \| \| \| \| \| \| \| \| \| \| \| \| \| \| \| \| \| \| \| 30. Federico Guillermo I de Prusia \| \| \| \| \| \| \| \| \| \| \| \| \| \| \| \| \| \| \| \| \| \| \| \| \| \| \| \| \| \| \| \| \| \| \| \| \| \| \| \| \| \| \| \| \| \| \| \| \| \| \| \| \| \| 15. Sofía Dorotea de Prusia \| \| \| \| \| \| \| \| \| \| \| \| \| \| \| \| \| \| \| \| \| \| \| \| \| \| \| \| \| \| \| \| \| \| \| \| \| \| \| \| \| \| \| \| \| \| \| \| \| \| \| \| \| \| 31. Sofía Dorotea de Hannover \| \| \| \| \| \| \| \| \| \| \| \| \| \| \| \| \| \| \| \| \| \| \| \| \| \| \| \| \| \| \| \| \| \| \| \| \| \| \| \| \| \| \| \| \| \| \| \| \| \| \| \| |                                                |  |  |  |  |  |  |  |  |  |  |  |  |  |  |  |
| |                                                |  |  |  |  |  |  |  |  |  |  |  |  |  |  |  |
| | 16. Federico IV de Holstein-Gottorp            |  |  |  |  |  |  |  |  |  |  |  |  |  |  |  |
| |                                                |  |  |  |  |  |  |  |  |  |  |  |  |  |  |  |
| |                                                |  |  |  |  |  |  |  |  |  |  |  |  |  |  |  |
| | 8. Carlos Federico de Holstein-Gottorp         |  |  |  |  |  |  |  |  |  |  |  |  |  |  |  |
| |                                                |  |  |  |  |  |  |  |  |  |  |  |  |  |  |  |
| |                                                |  |  |  |  |  |  |  |  |  |  |  |  |  |  |  |
| | 17. Eduviges Sofía de Suecia                   |  |  |  |  |  |  |  |  |  |  |  |  |  |  |  |
| |                                                |  |  |  |  |  |  |  |  |  |  |  |  |  |  |  |
| |                                                |  |  |  |  |  |  |  |  |  |  |  |  |  |  |  |
| | 4. Pedro III de Rusia                          |  |  |  |  |  |  |  |  |  |  |  |  |  |  |  |
| |                                                |  |  |  |  |  |  |  |  |  |  |  |  |  |  |  |
| |                                                |  |  |  |  |  |  |  |  |  |  |  |  |  |  |  |
| | 18. Pedro I de Rusia                           |  |  |  |  |  |  |  |  |  |  |  |  |  |  |  |
| |                                                |  |  |  |  |  |  |  |  |  |  |  |  |  |  |  |
| |                                                |  |  |  |  |  |  |  |  |  |  |  |  |  |  |  |
| | 9. Ana Petrovna Románova                       |  |  |  |  |  |  |  |  |  |  |  |  |  |  |  |
| |                                                |  |  |  |  |  |  |  |  |  |  |  |  |  |  |  |
| |                                                |  |  |  |  |  |  |  |  |  |  |  |  |  |  |  |
| | 19. Catalina I de Rusia                        |  |  |  |  |  |  |  |  |  |  |  |  |  |  |  |
| |                                                |  |  |  |  |  |  |  |  |  |  |  |  |  |  |  |
| |                                                |  |  |  |  |  |  |  |  |  |  |  |  |  |  |  |
| | 2. Pablo I de Rusia                            |  |  |  |  |  |  |  |  |  |  |  |  |  |  |  |
| |                                                |  |  |  |  |  |  |  |  |  |  |  |  |  |  |  |
| |                                                |  |  |  |  |  |  |  |  |  |  |  |  |  |  |  |
| | 20. Juan Luis I de Anhalt-Zerbst               |  |  |  |  |  |  |  |  |  |  |  |  |  |  |  |
| |                                                |  |  |  |  |  |  |  |  |  |  |  |  |  |  |  |
| |                                                |  |  |  |  |  |  |  |  |  |  |  |  |  |  |  |
| | 10. Cristián Augusto de Anhalt-Zerbst          |  |  |  |  |  |  |  |  |  |  |  |  |  |  |  |
| |                                                |  |  |  |  |  |  |  |  |  |  |  |  |  |  |  |
| |                                                |  |  |  |  |  |  |  |  |  |  |  |  |  |  |  |
| | 21. Cristina Leonor de Zeutch                  |  |  |  |  |  |  |  |  |  |  |  |  |  |  |  |
| |                                                |  |  |  |  |  |  |  |  |  |  |  |  |  |  |  |
| |                                                |  |  |  |  |  |  |  |  |  |  |  |  |  |  |  |
| | 5. Catalina II de Rusia                        |  |  |  |  |  |  |  |  |  |  |  |  |  |  |  |
| |                                                |  |  |  |  |  |  |  |  |  |  |  |  |  |  |  |
| |                                                |  |  |  |  |  |  |  |  |  |  |  |  |  |  |  |
| | 22. Cristián Augusto de Holstein-Gottorp       |  |  |  |  |  |  |  |  |  |  |  |  |  |  |  |
| |                                                |  |  |  |  |  |  |  |  |  |  |  |  |  |  |  |
| |                                                |  |  |  |  |  |  |  |  |  |  |  |  |  |  |  |
| | 11. Juana Isabel de Schleswig-Holstein-Gottorp |  |  |  |  |  |  |  |  |  |  |  |  |  |  |  |
| |                                                |  |  |  |  |  |  |  |  |  |  |  |  |  |  |  |
| |                                                |  |  |  |  |  |  |  |  |  |  |  |  |  |  |  |
| | 23. Albertina Federica de Baden-Durlach        |  |  |  |  |  |  |  |  |  |  |  |  |  |  |  |
| |                                                |  |  |  |  |  |  |  |  |  |  |  |  |  |  |  |
| |                                                |  |  |  |  |  |  |  |  |  |  |  |  |  |  |  |
| | 1. Alejandro I de Rusia                        |  |  |  |  |  |  |  |  |  |  |  |  |  |  |  |
| |                                                |  |  |  |  |  |  |  |  |  |  |  |  |  |  |  |
| |                                                |  |  |  |  |  |  |  |  |  |  |  |  |  |  |  |
| | 24. Federico Carlos de Wurtemberg-Winnental    |  |  |  |  |  |  |  |  |  |  |  |  |  |  |  |
| |                                                |  |  |  |  |  |  |  |  |  |  |  |  |  |  |  |
| |                                                |  |  |  |  |  |  |  |  |  |  |  |  |  |  |  |
| | 12. Carlos I Alejandro de Wurtemberg           |  |  |  |  |  |  |  |  |  |  |  |  |  |  |  |
| |                                                |  |  |  |  |  |  |  |  |  |  |  |  |  |  |  |
| |                                                |  |  |  |  |  |  |  |  |  |  |  |  |  |  |  |
| | 25. Leonor Juliana de Brandeburgo-Ansbach      |  |  |  |  |  |  |  |  |  |  |  |  |  |  |  |
| |                                                |  |  |  |  |  |  |  |  |  |  |  |  |  |  |  |
| |                                                |  |  |  |  |  |  |  |  |  |  |  |  |  |  |  |
| | 6. Federico II Eugenio de Wurtemberg           |  |  |  |  |  |  |  |  |  |  |  |  |  |  |  |
| |                                                |  |  |  |  |  |  |  |  |  |  |  |  |  |  |  |
| |                                                |  |  |  |  |  |  |  |  |  |  |  |  |  |  |  |
| | 26. Anselmo Francisco de Thurn y Taxis         |  |  |  |  |  |  |  |  |  |  |  |  |  |  |  |
| |                                                |  |  |  |  |  |  |  |  |  |  |  |  |  |  |  |
| |                                                |  |  |  |  |  |  |  |  |  |  |  |  |  |  |  |
| | 13. María Augusta de Thurn y Taxis             |  |  |  |  |  |  |  |  |  |  |  |  |  |  |  |
| |                                                |  |  |  |  |  |  |  |  |  |  |  |  |  |  |  |
| |                                                |  |  |  |  |  |  |  |  |  |  |  |  |  |  |  |
| | 27. Ana Francisca de Lobkowicz                 |  |  |  |  |  |  |  |  |  |  |  |  |  |  |  |
| |                                                |  |  |  |  |  |  |  |  |  |  |  |  |  |  |  |
| |                                                |  |  |  |  |  |  |  |  |  |  |  |  |  |  |  |
| | 3. Sofía Dorotea de Wurtemberg                 |  |  |  |  |  |  |  |  |  |  |  |  |  |  |  |
| |                                                |  |  |  |  |  |  |  |  |  |  |  |  |  |  |  |
| |                                                |  |  |  |  |  |  |  |  |  |  |  |  |  |  |  |
| | 28. Felipe Guillermo de Brandeburgo-Schwedt    |  |  |  |  |  |  |  |  |  |  |  |  |  |  |  |
| |                                                |  |  |  |  |  |  |  |  |  |  |  |  |  |  |  |
| |                                                |  |  |  |  |  |  |  |  |  |  |  |  |  |  |  |
| | 14. Federico Guillermo de Brandeburgo-Schwedt  |  |  |  |  |  |  |  |  |  |  |  |  |  |  |  |
| |                                                |  |  |  |  |  |  |  |  |  |  |  |  |  |  |  |
| |                                                |  |  |  |  |  |  |  |  |  |  |  |  |  |  |  |
| | 29. Juana Carlota de Anhalt-Dessau             |  |  |  |  |  |  |  |  |  |  |  |  |  |  |  |
| |                                                |  |  |  |  |  |  |  |  |  |  |  |  |  |  |  |
| |                                                |  |  |  |  |  |  |  |  |  |  |  |  |  |  |  |
| | 7. Federica de Brandeburgo-Schwedt             |  |  |  |  |  |  |  |  |  |  |  |  |  |  |  |
| |                                                |  |  |  |  |  |  |  |  |  |  |  |  |  |  |  |
| |                                                |  |  |  |  |  |  |  |  |  |  |  |  |  |  |  |
| | 30. Federico Guillermo I de Prusia             |  |  |  |  |  |  |  |  |  |  |  |  |  |  |  |
| |                                                |  |  |  |  |  |  |  |  |  |  |  |  |  |  |  |
| |                                                |  |  |  |  |  |  |  |  |  |  |  |  |  |  |  |
| | 15. Sofía Dorotea de Prusia                    |  |  |  |  |  |  |  |  |  |  |  |  |  |  |  |
| |                                                |  |  |  |  |  |  |  |  |  |  |  |  |  |  |  |
| |                                                |  |  |  |  |  |  |  |  |  |  |  |  |  |  |  |
| | 31. Sofía Dorotea de Hannover                  |  |  |  |  |  |  |  |  |  |  |  |  |  |  |  |
| |                                                |  |  |  |  |  |  |  |  |  |  |  |  |  |  |  |
| |                                                |  |  |  |  |  |  |  |  |  |  |  |  |  |  |  |

## Sucesión
| Predecesor: Pablo I de Rusia            | Emperador y Autócrata de Toda Rusia 1801 - 1825                            | Sucesor: Nicolás I de Rusia |
| Predecesor: Estanislao II Poniatowski   | Zar de Polonia 1815 - 1825                                                 | Sucesor: Nicolás I de Rusia |
| Predecesor: Gustavo IV Adolfo de Suecia | Gran Duque de Finlandia 23 de marzo de 1801 -1 de diciembre de 1825        | Sucesor: Nicolás I de Rusia |
| Predecesor: Pablo I de Rusia            | Duque de Curlandia y Semigalia 23 de marzo de 1801 -1 de diciembre de 1825 | Sucesor: Nicolás I de Rusia |